# José Antonio Pavón
José Antonio Pavón Jiménez hay José Antonio Pavón (22 tháng 4 năm 1754 tại Casatejada, Cáceres, Tây Ban Nha – 1840 tại Madrid) là một nhà thực vật học người Tây Ban Nha, được biết đến vì các nghiên cứu hệ thực vật Peru và Chile.
Trong thời gian trị vì của Carlos III của Tây Ban Nha, ba đoàn thám hiểm thực vật học lớn đã được gửi đến Tân Thế giới; Pavón và Hipólito Ruiz López là các nhà thực vật học của đoàn thám hiểm đầu tiên, đến Peru và Chile từ năm 1777 đến năm 1788. Viết tắt tên tác giả tiêu chuẩn Ruiz & Pav. được sử dụng để chỉ Ruiz và Pavón như là đồng tác giả khi trích dẫn một tên gọi thực vật.
Chi Pavonia được Antonio José Cavanilles đặt năm 1786 để vinh danh ông. — các loài thực vật với tính từ định danh pavonii cũng là để ghi công của ông.